# Campos do Jordão

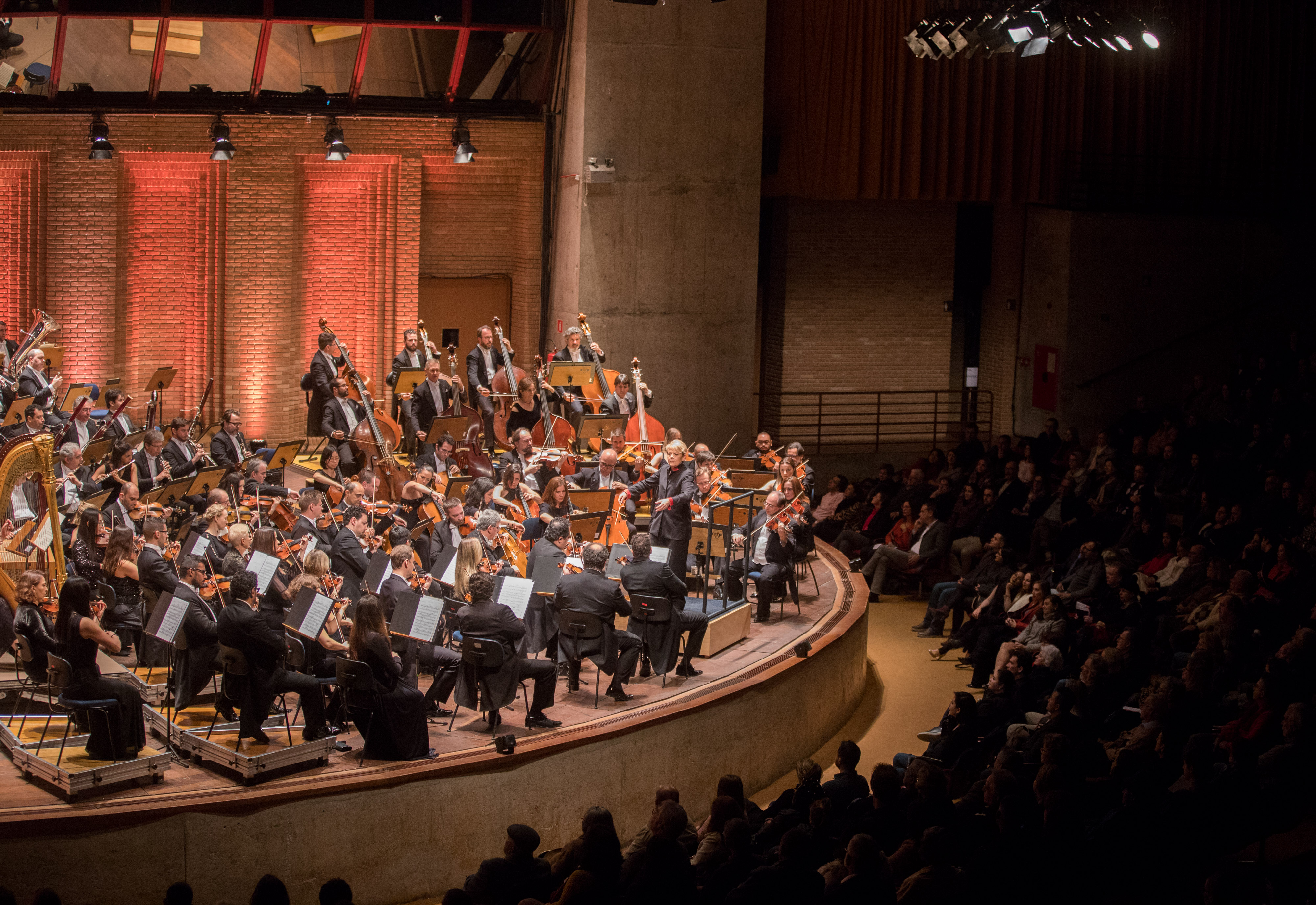
Apertura del Festival invernale di Campos do Jordão.

Campos do Jordão è un comune del Brasile nello Stato di San Paolo, parte della mesoregione della Vale do Paraíba Paulista e della microregione di Campos do Jordão.
Campos do Jordão è, con i suoi 1628 metri di altitudine, la città più alta del Brasile sul livello del mare.